# Malpica de Tajo
Malpica de Tajo település Spanyolországban, Toledo tartományban. Malpica de Tajo La Pueblanueva, Cebolla, Mesegar de Tajo, El Carpio de Tajo, Villarejo de Montalbán és San Martín de Pusa községekkel határos. Lakosainak száma 1678 fő (2024).

## Népesség
A település népessége az utóbbi években az alábbiak szerint változott:
| Lakosok száma | 1893 | 1959 | 2073 | 2153 | 2091 | 1911 | 1802 | 1705 | 1688 | 1678 |
|               | 2001 | 2004 | 2007 | 2009 | 2012 | 2014 | 2017 | 2019 | 2022 | 2024 |